# アイルランドの医療

OECD各国の財源別保健支出。
水色は政府一般歳出、紫は社会保険、赤は自己負担、橙は民間保険、緑はその他

アイルランドの医療 (Healthcare in the Republic of Ireland) はユニバーサルヘルスケア制度が存在し、アイルランド保健省が所管している。
医療制度は公営・民営の二本立てとなっている。2004年保健法に基づいて、公的医療はHealth Service Executive (HSE) が全てのアイルランド居住者に対して保健および社会福祉を提供する責務を持つ。2005年から新しい公営保健サービスが開始されて医療制度改革が進行中である。
HSEによる2007年の調査によれば患者の医療満足度は高く、入院患者の90パーセント (%) 、外来患者の85%が受けた医療に満足している。97%は総合診療医 (GP) に提供された医療に満足している。

## 保健状態

OECD各国における成人の健康自己申告。「How is your health in general?」にgoodまたはbetterと回答した割合(%)。

アイルランドは2005年度GDPのうち8.2%を医療に投じており（人口一人あたり3,996米ドル）、おおよそ79%が公費負担である。また民間の医療マーケットも大きい。
Health Consumer Powerhouse 社による2008年のEuro Health Consumer Index レポートによれば、アイルランドの公的医療制度は欧州31か国の中で11位とされ、改革前の2006年のレポートでは26か国中26位、2007年に29か国中16位と顕著に改善されている。
2005年のデータによれば
- アイルランド人口の47.6%は民間保険に加入しており、また人口の31.9%はMedical Cardsを保持している。
- 16歳以上人口の23.8%が、慢性疾患または健康問題を抱えている。
- 16歳以上人口の19.6%は活動に制限があり、6.6%は「強い制限」で、13.0%は「制限されている」。
- 16歳以上人口の47.2%は「非常に健康」、35.7%は「健康」、13.5%は「まずまず」、3.6%は「悪い」もしくは「非常に悪い」。
- 16歳以上人口の24.9%は喫煙者である。
- 公立の急性期病院は53あり、入院ベッド数は12,094。日帰りベッド数は1,253。平均入院日数は6.6日。

## 医療制度
全てのアイルランド居住者は、一般税収を原資としたHealth Service Executive (HSE) による公的医療を受給することができる。受診する医療サービスによっては、収入・年齢・疾病・障害に応じて自己負担を支払う必要がある。妊婦へのサービスと生後6か月までの乳児ケアについては自己負担なしである。
- 欧州健康保険カード（英語版）を持つ訪問者は、HSE病院と非営利病院の公営ベッドにおいて無料の保健と治療を受けられる。
- ミーンズテストの該当者などは、医療カード (Medical Card) を保有することができ（人口の31.9%）、保持者は病院受診・GP訪問・歯科・眼科補正・口腔ケア・処方薬・医療機器らが社会保障より支払われるため自己負担が生じない[9]。いくつかの政党は、医療カード保持者をアイルランド全市民に広げるべきだと訴えている。
- 医療カードに該当しないアイルランド居住者であり、かつ収入額がミーンズテスト以下ならば、GP Visit Cardを保持することができ、保持者はGP医療が無料で受けられる[10]。
- 70歳以上で、かつどのカードも保有していない人は、代わりに年間400ユーロの金銭的支給を受けることができる（一定の所得上限あり）。

どのカードも保持していない人（人口の68.1%）は、GP医療では一定の自己負担が生じる。また病院の救急医療をGPの紹介状（費用およそ50 - 75ユーロ）なしに受診した場合、A&E料金として100ユーロが生じる。
入院患者のホスピタルチャージは、急性期医療とは別に一日あたり100ユーロ固定であり、上限額は12か月あたり1000ユーロ。
専門医受診や健康診断（X線撮影、ラボ検査、精神医療など）については自己負担なしで提供される。ホスピタルチャージが払えない人については、HSEが代わりに支払う。

### 保健センター

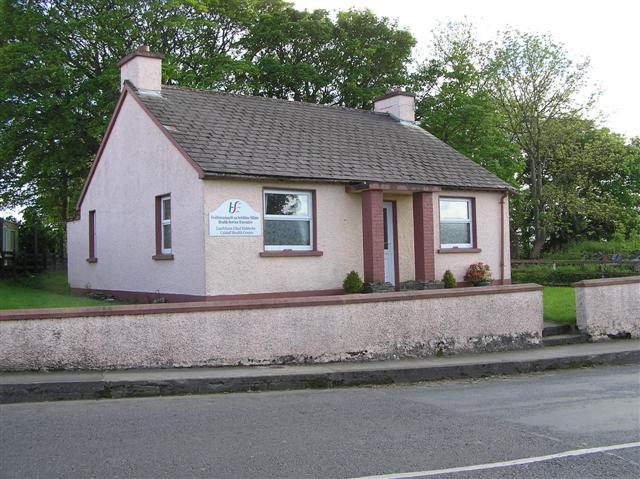
Culdaff村の保健センター

保健センター (Health centre) はHSEが運営し、多様なプライマリケアおよびコミュニティサービスを提供しており、各市町村に存在する。保健センターでは総合診療医による初期診療だけでなく、公衆衛生、ソーシャルワーク、児童保護、児童保健、市民福祉、障碍者福祉、高齢者福祉、足病治療、眼科、言語聴覚療法、薬物依存、理学療法、作業療法、精神療法、家庭支援など幅広い役目を担う。自己負担額は一定割合もしくは免除となる。

### 総合診療
アイルランドでのプライマリケアは大部分が総合診療医 (GP) によって提供され、開業医または保健センター勤務である。GPの大部分は訪問診療も行っており、緊急の時間外診療も国のすべての地域で行っている。GP医療は受診ごとに費用が発生し、上限は60ユーロで、医療カードまたはGP Visit Cards補助者は免除される。妊婦・小児・C型肝炎のGP医療は自己負担なし。
また民間医療保険も利用可能であり、内容は加入プランによりけりであり、その場合のGP医療費は償還払いとなり、一部または全額が保険会社から払い戻される。またGP訪問医療について税控除対象となっている。
GP医療の待ち時間について2007年のデータでは、31%が予約なしで受診可能、38%がその日のうちに受診予約可能、28%が翌日に受診予約可能、3%が受診に二日以上を要した。

### 病院

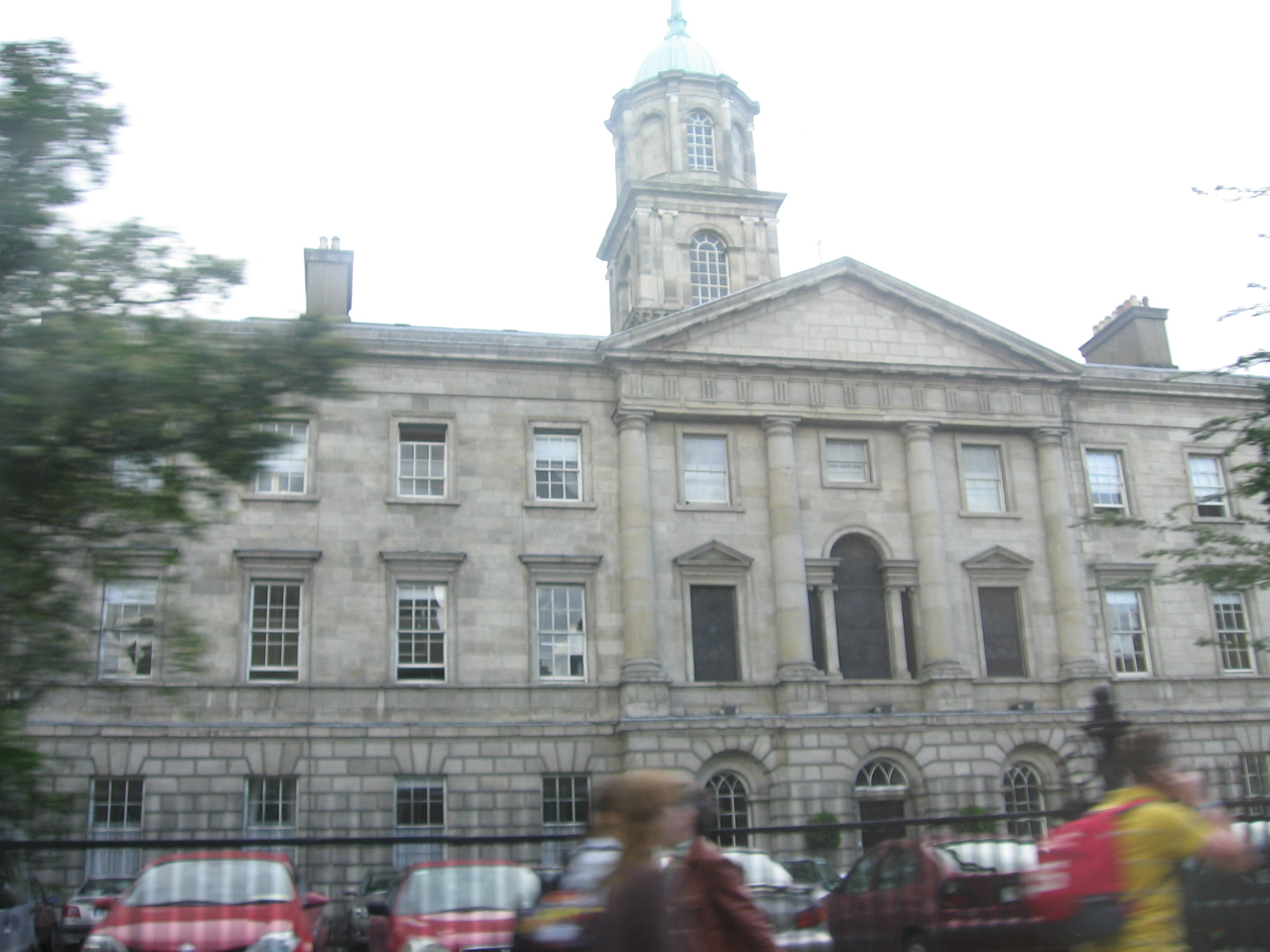
ダブリンのRotunda Hospital。1745年設立で世界最古の妊婦病院

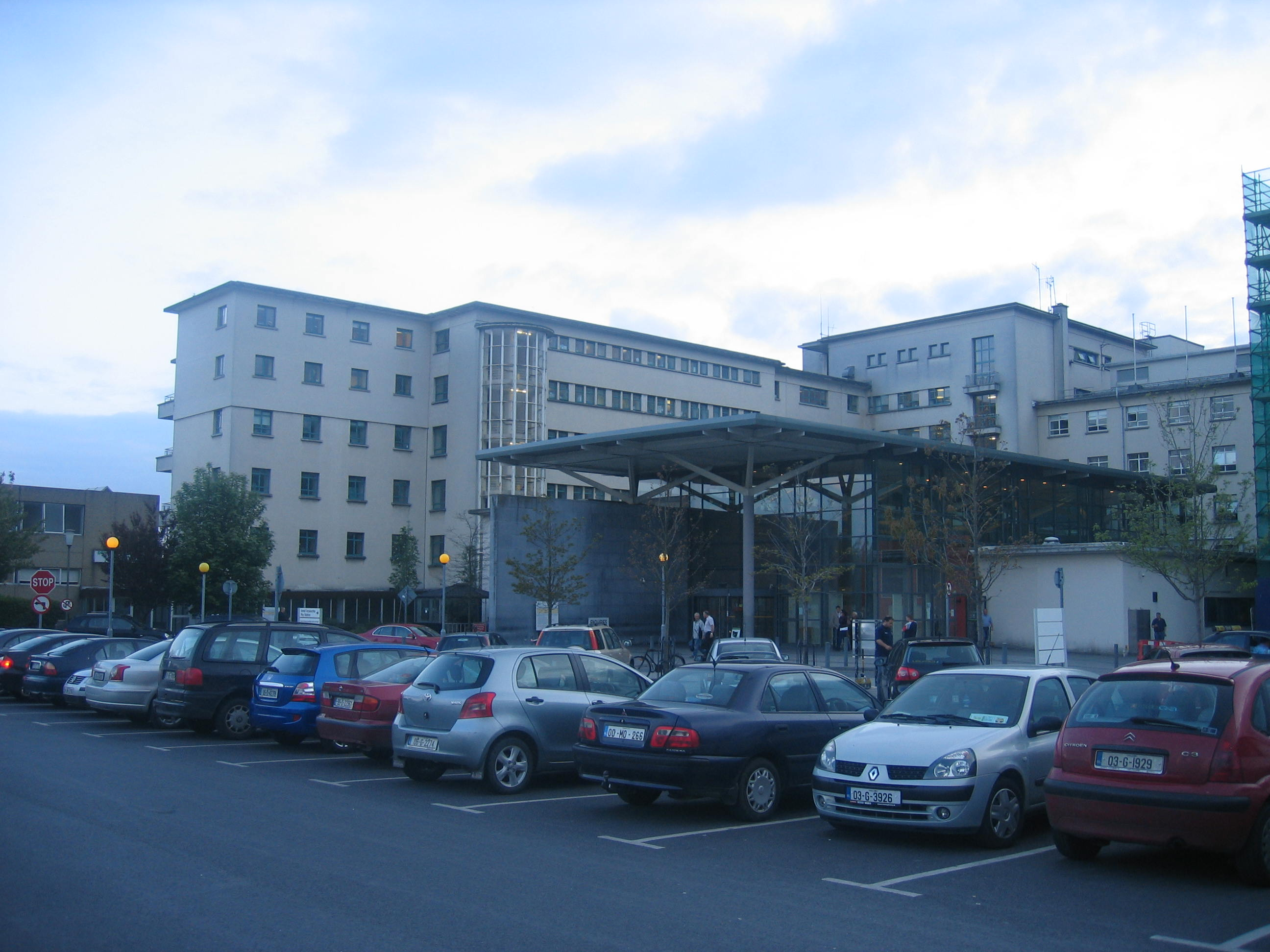
ゴールウェイ大学病院は国内最大規模の病院のひとつ

アイルランドの病院の多くはHSEが直接運営している。非営利団体が運営する病院も存在し、たとえば医師養成病院は大学が運営している。民間病院も多く存在している。
アイルランドの病院の多くは診療科がフルサービスで、かつ救急医療も担っている。

### 処方薬
処方薬と医療製品については、一部負担または全額無料である。Drugs Payment Scheme は、居住者は月額144ユーロが処方薬と医療製品の上限負担である。長期疾患医療カードの保持者・C型肝炎患者については処方薬は無料である。
子供への予防ワクチンは学校・診療所・病院において無料で提供される。ヘロイン依存者の Methadone Treatment Scheme  に基づくメサドン支給も無料。

### その他のサービス
HSEは歯科・眼科・聴覚などの医療も提供する。医療カードおよび Health Amendment Act  カード補助者は自己負担なし。その他の者は、これらのサービスは自己負担なし、もしくは Treatment Benefit Scheme によって補助となり、かつ民間医療保険で払い戻したり民間医療機関で受診し税控除を受けている。
HSEはメンタルヘルス医療や、アルコールおよび薬物からの物質依存回復プログラムも提供している。

### 支払いスキーム
医療カードおよび民間医療保険を持たない人は、強制保険として社会保険基金に拠出しており、それに基づくTreatment Benefit Scheme制度により医療を一定割合負担もしくは自己負担なしで受給できる。
また医療費の税控除制度があり、公的・民間保険で償還されない部分が対象となる。また民間医療保険の保険料も税控除となっているため、保険料は割安となっている。
欧州健康保険カードを持つアイルランド訪問者は、緊急の総合医・専門医・緊急歯科口腔ケア・入院および外来・処方薬などが自己負担免除となる。

## 民間医療保険

OECD各国の民間医療保険種別。
橙は基礎的、水色は自己負担部の補償、緑はオプション的、紫はそれらの重複。

任意で民間医療保険も利用可能であり、Vhi Healthcare（政府が一部出資）、Quinn Healthcare、Aviva、GloHealth などの企業が存在する。
Health Insurance Authority が民間医療保険の規制業務を担う。2005年では、47.6%の人が民間医療保険に加入していた。